# Cleomella parviflora
Cleomella parviflora är en paradisblomsterväxtart som beskrevs av Asa Gray. Cleomella parviflora ingår i släktet Cleomella, och familjen paradisblomsterväxter. Inga underarter finns listade i Catalogue of Life.